# Bupleurum melillense
Bupleurum melillense là một loài thực vật có hoa trong họ Hoa tán. Loài này được Pau mô tả khoa học đầu tiên năm 1918.